# Маида Ибришагић Хрстић
Маида Ибришагић Хрстић (Бања Лука, ФНРЈ, 1959) бошњачки је архитекта и политичар. Бивши је министар трговине и туризма Републике Српске.

## Биографија
Маида Ибришагић Хрстић је рођена 1959. године у Бањој Луци, ФНРЈ. По професији је инжењер архитектуре. Завршила је магистарски студиј на Архитектонско-грађевинском факултету у Бањој Луци и пријавила магистарску тезу из области архитектуре и урбанизма под насловом „Проблем бесправне изградње на подручју града Бања Лука — социолошки аспект“. Стручни испит из области архитектуре и урбанизма положила је 2001. године у Министарству за урбанизам, стамбено-комуналне дјелатности, грађевинарство и екологију.
Стални је судски вјештак из области архитектуре те овлаштени вјештак за вјештачења у управним поступцима пред органима управе и самоуправе из области архитектуре. Радила је у Урбанистичком заводу Бања Лука, МДП „ВРБАС“ Истраживачко развојни центар Бања Лука те у Министарству за просторно уређење, грађевинарство и екологију Републике Српске као помоћник министра за урбанизам и просторно планирање, од 2006. до 2011. године. Добитник је бројних награда и признања на међународном и локалном нивоу међу којима се истиче награда „Златни кључ“ Београда.
Удата је, мајка једног дјетета.